# أليساندرو مادريغال
{{صندوق معلومات شخص
| الاسم = أليساندرو مادريغال
| الصورة = Al Madrigal (2014).jpg
| تعليق الصورة = 
| الكنية = 
| الاسم عند الولادة = أليساندرو ليبوريو مادريغال
| تاريخ الولادة = أليساندرو ليبوريو مادريغال (من مواليد 4 يوليو 1971)  هو كوميدي، كاتب، ممثل ومنتج أمريكي. وهو أحد مؤسسي شبكة البودكاست آل ثينغس كوميدي (All Things Comedy)، جنبًا إلى جنب مع بيل بر. اشتهر في برنامج ذا ديلي شو (the daily show) مع جون ستيوارت كمراسل منتظم لمدة خمسة مواسم. يشتهر مادريغال أيضا بأدوار البطولة في فيلم مدرسة مسائية، والكوميديا السوداء لشوتايم آم داين اب هير (I'm Dying Up Here)، وقد ظهر أيضًا في كونن وجيمس كيميل لايف!.

## روابط خارجية
- الموقع الرسمي
- أليساندرو مادريغال على موقع IMDb (الإنجليزية)
- أليساندرو مادريغال على موقع ميوزك برينز (الإنجليزية)
- أليساندرو مادريغال على موقع إن إن دي بي (الإنجليزية)
- أليساندرو مادريغال على موقع قاعدة بيانات الفيلم (الإنجليزية)